# Балканика (књижевна награда)
Балканика је међународна књижевна награда за писце са Балкана.

## О награди
Идеја се родила 1995. године на "Рацинским сусретима" у Северној Македонији. У оснивању су учествовали издавачи из Северне Македоније, Грчке, Албаније, Турске, Бугарске, Савезне Републике Југославије ( Србија и Црна Гора ) и Румуније. 3. јуна 1996. године у Скопљу, Северна Македонија, издавачке куће 6 балканских земаља – „Култура” (Северна Македонија), „Библиотека 49” (Бугарска) , „Кедрос” (Грчка), „Фоно” ( Турска), „Народна књига“ (СР Југославија) и „Ориент Окидант“ (Румунија) региструју фондацију „Балканика“ са седиштем у Софији, главном граду Бугарске.
Номинације врше национални жирији, а избор лауреата поверен је заједничком балканском жирију који се сваке године састаје у другој балканској земљи.
Радови аутора номинованих за награду преводе се на све балканске језике, као и на француски и енглески, да би их прочитао генерални жири, који чини по један представник из сваке балканске земље.
Награда је први пут додељена 1997. године. у Охриду српском писцу Давиду Албахарију за роман „Мамац”.
У историји "Балканике" до сада је номиновано преко 100 аутора из 7 балканских земаља - неки од њих су били кандидати за статуету 2-3 пута.
У Софији је 2015. године Међународна књижевна фондација „Балканика” прославља 20 година постојања. Николај Стојанов, писац и председник фондације „Балканика“ je том приликом рекао: "Када смо се далеке 1995. године окупили у романтичном Охриду, моје личне наде и жеље нису смеле да оду предалеко... Окупили смо се да себи дамо нешто заједничко и корисно, нешто што ће деловати, да откријемо богатства балканског духа, наследника мудрости, снаге и лепоте најмање 4 цивилизације. Моје колеге и ја данас смо срећни што смо ових 20 година посветили заједничком циљу... Прошли смо кроз рат у Југославији, драматичне догађаје на Косову и у Македонији, били смо сведоци земаља које су се распадале и стварале. И кроз ово турбулентно време „Балканика” је наставила са радом, а ми, оснивачи фондације, разговарали смо једни са другима језиком међусобног разумевања. Показали смо свету да је Балкан одавно престао да буде барутана и да је постао територија духа..."

## Добитници
- 1997 - Давид Албахари, Србија, за роман "Мамац"[2]
- 1998 - Антон Дончев, Бугарска, за роман "Чудни витез Свете књиге"
- 1999 - Никос Баколас, Грчка, за "Свет части"
- 2000 - Василе Андру, Румунија, за роман "Птице неба"
- 2001 - Венко Андоновски, Северна Македонија, за роман "Пупак света"
- 2002 - Фатос Конголи, Албанија, за „Дамоклов сан“ [4]
- 2003 - Ајфер Тунч, Турска, за "Ове ствари из 70-их"
- 2004 - Димитар Шумналиев, Бугарска, за збирку кратких прича "Заљубљене приче" [5]
- 2005 - Маро Дука, Грчка, за роман "Невин и крив" [6]
- 2006 - Ташин Юкчел, Турска, за роман "Небодер"
- 2007 - Владислав Бајац, Србија, за роман "Хамам Балканија"[2]
- 2008 - Сема Кајкузус, Турска, за роман "Смрт религија" - награда додељена 2010. године[3]
- 2009 - састанак оснивача је одложен због смрти двојице [7] Награђен је Исмаил Кадаре, Албанија, за роман "Затвореници", а награда је додељена 2010. године[3]
- 2010 – Александар Прокопјев, Северна Македонија, за роман "Човек"
- 2011 -
- 2012 - Недим Гурсел, Турска, за роман "Црвени анђео"[3]
- 2013 - Здравка Евтимова, Бугарска, за збирку "Приче на јастуку"[3]
- 2014 - Христос Хрисопулос, Грчка, за књигу "Лампа међу зубима"[3]
- 2015 - Башким Шеху, Албанија, за роман "Игра, пала са неба"[3], награда додељена 2017. године[8]
- 2016 - Мурат Озиасар, Турска, за књигу "Црни хумор"[3], награда додељена 2017. године[8]
- 2020 - На основу договора свих чланица Балканика фондације, због пандемије одлучено је да се награда Балканика за 2020. годину додели заједно са наградом за 2021.[9]